# Rheochloa scabriflora
Rheochloa scabriflora là một loài thực vật có hoa trong họ Hòa thảo. Loài này được Filg., P.M.Peterson & Y.Herrera miêu tả khoa học đầu tiên năm 1999.